# 刺皮鲉
刺皮鲉（学名：Caracanthus macultus）为前鳍鲉科刺皮鲉属的鱼类，俗名斑头棘鲉、斑点棘颊鲉。分布于印度太平洋海域、台湾岛等，一般生活于杯形珊瑚属的珊瑚中。该物种的模式产地在土阿莫土群岛。